# Petru Poiată
Petru Poiată (n. 5 noiembrie 1961, Chetroșica Nouă, raionul Edineț, Republica Moldova – d. 25 iunie 2009) a fost deputat în primul parlament al Republicii Moldova.
Este semnatar al Declarației de independență a Republicii Moldova

## Biografie
Petru Poiată s-a născut la 5 noiembrie 1961, la Chetroșica Nouă, RSS Moldovenească.

## Distincții
În 1996 a fost decorat cu medalia „Meritul Civic”, iar în 2012 cu Ordinul Republicii - post-mortem.